# Udobno-Zelenchukski
Udobno-Zelenchukski (del ruso: Удобно-Зеленчукский) es un jútor del raión de Otrádnaya del krai de Krasnodar, en Rusia. Está situado en la orilla izquierda del río Bolshói Zelenchuk, afluente del Kubán, frente a Inzhichishko (de la república de Karacháyevo-Cherkesia), 26 km al sudeste de Otrádnaya y 235 km al sureste de Krasnodar, la capital del krai. Tenía 54 habitantes en 2010.
Pertenece al municipio Udobnienskoye.